# Mathias Erang
Mathias Erang (* 1. Mai 1902 in Malstatt-Burbach, Deutsches Kaiserreich; † 20. Dezember 1978 in Esch an der Alzette) war ein luxemburgischer Kunstturner.

## Biografie
Mathias Erang startete bei den Olympischen Sommerspielen 1924 in Paris, 1928 in Amsterdam und 1936 in Berlin. Er nahm an allen Turnwettkämpfen teil. Sein bestes Einzelresultat gelang ihm mit dem 35. Rang 1924 im Wettkampf an den Ringen. Mit der luxemburgischen Delegation 1924 belegte er  im Mannschaftsmehrkampf den 8. Platz.
Sein Sohn Hubert Erang wurde ebenfalls Turner und nahm an den Olympischen Sommerspielen 1952 in Helsinki und 1960 in Rom teil.